# Humains (roman)
Humains (tiitre original : The Humans) est un roman écrit par Matt Haig et publié en 2013 par l'éditeur Canongate Books. L'édition en langue française a été publiée par Hélium en 2014.

## Publications
Le roman a été diffusé en quatre langues : allemand, néerlandais, français et roumain.

## Résumé
Andrew Martin, professeur de Cambridge et mathématicien célèbre, a réussi à trouver une équation majeure capable de changer le futur de l'humanité. Afin de saboter ces découvertes et d'effacer toutes les personnes qui en sont au courant, l'extraterrestre Grub est chargé d'une mission importante :  il doit rejoindre la Terre et prendre les apparences du professeur. Une fois que Grub est dans la peau d'Andrew, il commence à connaître la nouvelle planète et ses coutumes. L'alien a du mal à comprendre les choses les plus simples de la vie quotidienne sur la Terre et même les vêtements sont une nouveauté pour lui. Mais le vrai défi concernera surtout les rapports humains et leurs implications. En bref, ce que Matt Haig offre aux lecteurs sera un journal sur la vie de l'être humain. À travers la pensée et les explorations de Grub, les contradictions de notre société sont mises en lumière, en entremêlant un vaste réceptacle de sentiments, comme la tendresse et l'amertume. Ainsi, les aventures de l'extraterrestre amèneront à des réflexions concernant l'humanité, ses limites et ses absurdités, sans s'arrêter à une critique de nature purement amère de notre époque, mais plutôt il s'agit d'un message qui transmet de l'optimisme.

## Personnages

### Andrew Martin
Andrew Martin n'est pas seulement un professeur de Cambridge, il est aussi un mathématicien très connu et brillant qui a élaboré l'équation Riemann, une découverte tellement importante qui pourrait changer le futur de la Terre et de l'humanité entière. La raison pour laquelle l'alien Grub est chargé de la mission d'empêcher la diffusion de cette découverte se trouve dans la peur que la Terre puisse devenir puissante comme la planète de l'extraterrestre. À cause de l'incarnation de Grub dans le corps du professeur, Andrew Martin n'est qu'un personnage qui est en scène seulement dans la première partie du roman, avant le cœur même de la narration. Il est un homme qui est entouré par sa femme et son enfant et qui combine sa vie privée avec son travail : il n'est donc qu'un exemple de l'espèce humaine. Malgré le fait que son nom ne disparaitra jamais dans le livre, le mathématicien couvre un rôle secondaire dans l'histoire, puisque sa personne deviendra l'enveloppe corporel de l'alien.  

### Grub
Grub est le nom de l'extraterrestre qui prendra la place du professeur Andrew Martin. Ce personnage, qui vient de la planète appelée Vonnador est le centre de l'histoire, parce que le lecteur avance dans la narration à travers ses aventures et ses perceptions. Débarqué sur la Terre, il doit faire face à la diversité qui l'éloigne des coutumes et des mœurs qui sont propres de l'être humain. Sa première impression est donc le choc et le dégoût : il ne comprend pas le sens des choses les plus simples et pratiques de la vie de tous les jours. En effet, il est aussi amené à l'hôpital psychiatrique car les vêtements étaient pour lui quelque chose hors de la normalité. Encore ancré à son point de vue, il est déconcerté par les notions de guerre, d'assassinat et par la façon de se nourrir. En plus, il ne comprend pas les relations et les sentiments entre les humains.
« L’histoire des humains, de même que la religion, est pleine d’éléments déprimants : colonisation, maladies, racisme, sexisme, homophobie, mépris de classe, destruction de l’environnement, esclavage, totalitarisme, dictatures militaires, inventions dont ils ne savent que faire (la bombe atomique, Internet, le point virgule), mise au ban de gens intelligents, vénération des idiots, ennui, désespoir, effondrements cycliques, et catastrophes dans le paysage psychique. »
Dans sa planète, il a vécu dans la solitude, la rationalité et la logique, mais maintenant il se retrouve entouré par des sentiments tels que l'amour, la solidarité, la générosité et l'affection familiale. Son étrangeté et son contact avec les hommes mettent en relief les côtés les plus absurdes et controversés qui caractérisent l'humanité. La figure de Grub ne veut pas pourtant montrer seulement les aspects négatifs de la Terre et de ses habitants. Il saura tôt apprécier ces bizarres différences et il montrera que l'être humain est aussi capable de grandes choses. Ce dénouement l'amènera à devenir lui-même part de l'humanité.